# Tramway de Kazan
Le tramway de Kazan est le réseau de tramways de la ville de Kazan, capitale de la république du Tatarstan, en Russie. Le réseau comporte six lignes encore en exploitation, mais il a comporté jusqu'à 23 lignes, dont la plupart ont fermé dans les années 1990 et 2000. Inauguré le 20 novembre 1899, il est l'un des premiers réseaux de tramways à traction électrique de Russie.